# Esaias van de Velde

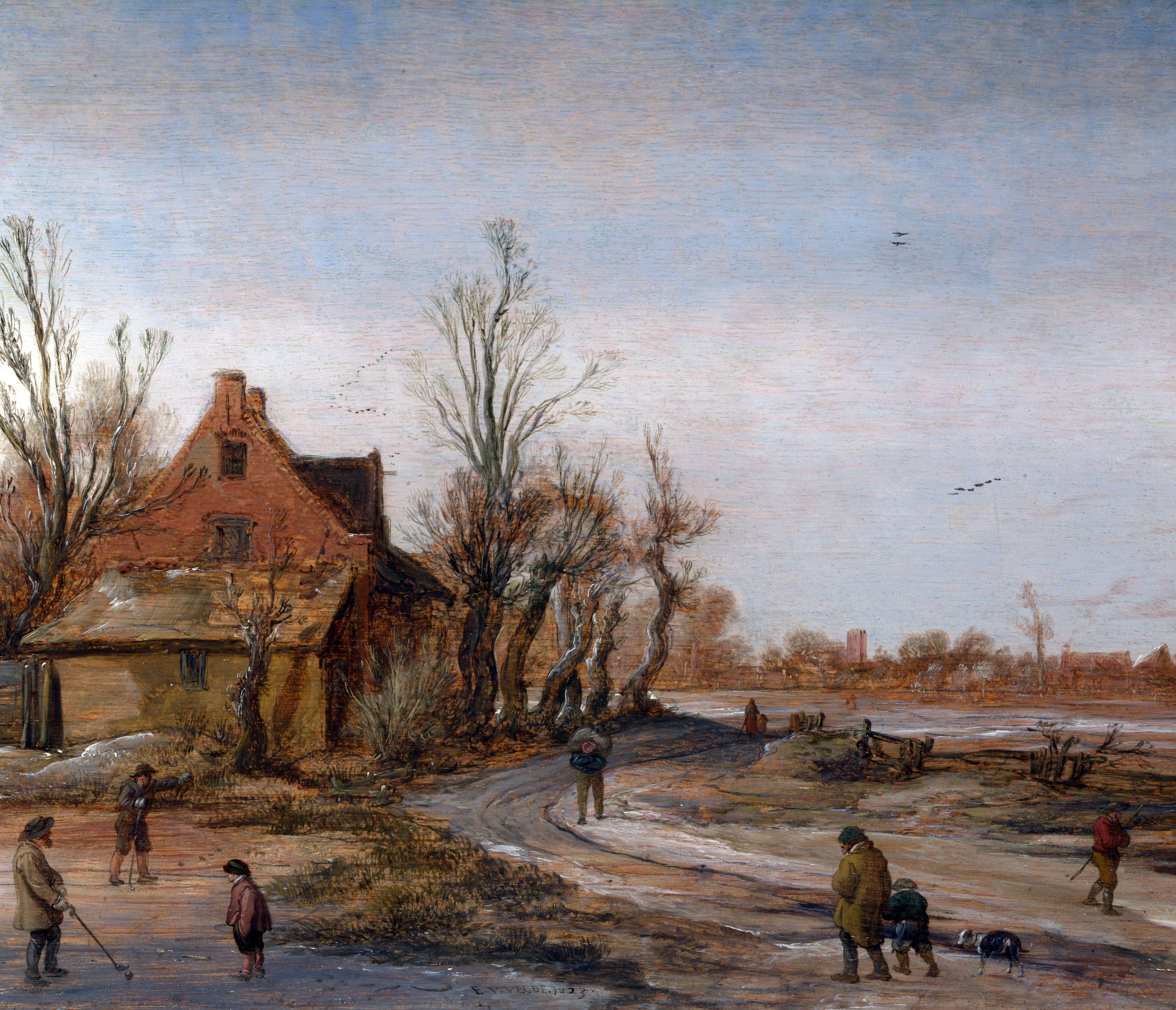
Krajobraz zimowy autorstwa Esaiasa van de Velde

Esaias van de Velde (ochrzczony 17 maja 1587 w Amsterdamie, pochowany 18 listopada 1630 w Hadze) – holenderski malarz. 
Esaias van de Velde był bratem Jana i Willema zwanego starszym. Przypuszczalnie był uczniem Gillisa van Coninxloo i Davida Vinckboonsa. Pracował początkowo w Amsterdamie, później w Haarlemie, od roku 1618 w Hadze, na dworze książąt orleańskich. Malował nastrojowe pejzaże wiejskie, wydmy, ślizgawki i kanały. Przedstawiał również sceny żołnierskie, sytuacje z życia towarzyskiego i krajobrazy z licznymi sztafażami. Sporadycznie podejmował tematykę rodzajową inspirowaną caravaggionizmem.
Jego prace znajdują się w Rijksmuseum w Amsterdamie. Był nauczycielem m.in.: Jana van Goyena, Salomona van Ruysdaela, Jana Asselijna i Pietera de Neyna.

## Wybrane prace
- Niespodzianka, Amsterdam,
- Pejzaż zimowy, 1614, Fitzwilliam Museum, Cambridge,
- Gry zimowe w miejskiej fosie, 1618, Stara Pinakoteka, Monachium,
- Prom, 1622, Amsterdam,
- Widok diun, 1629, Rijksmuseum, Amsterdam.